# Gloeoporus dolosus
Gloeoporus dolosus är en svampart som beskrevs av Corner 1989. Gloeoporus dolosus ingår i släktet Gloeoporus och familjen Meruliaceae.   Inga underarter finns listade i Catalogue of Life.